# Dezna, Arad
Dezna (în maghiară: Dézna) este satul de reședință al comunei cu același nume din județul Arad, Crișana, România.

## Așezare
Dezna este situată pe valea cu același nume, la poalele Munților Codru-Moma, la confluența râurilor Moneasa și Sebiș, la o distanță de 92 de km față de municipiul Arad.

## Istorie
Trecutul localității este strâns legat de cel al cetății care i-a dat numele. Potrivit unei legende, denumirea ar deriva din numele regelui dac Decebal.Denumirea localității nu are nici o legatură cu numele regelui Decebal .Denumirea este de origine slavă.Vezi monografia doamnei Cornelia C.Bodea ,” CETATEA DESNEI ” ,tipărită la tipografia LOVROV din ARAD ,în anul 1937.În secolul trecut ,cercetătorii maghiari , LÜKŐ GÁBÓR și VÁLY A .s au străduit să demonstreze originea maghiară a denumirii localității.Demonstrații forțate.

Inima unui  cnezat  românesc din secolului al XIII-lea, cetatea Deznei a făcut parte în secolului al XVI-lea din sistemul de apărare a vestului Transilvaniei. 

După stăpânirea otomanilor (între anii 1574-1596), intră în posesia lui Gaspar Kornis, susținător al lui Mihai Viteazul, între anii 1599-1601. Ulterior este donată de către principele Gabriel Bethlen, lui Marcu-Cercel Vodă în anul 1619, pentru a fi recucerită de către otomani în 1658. O legendă povestește despre o tănără fată, care destinată fiind haremului unui șef militar, a ales să dea foc depozitului de pulbere.

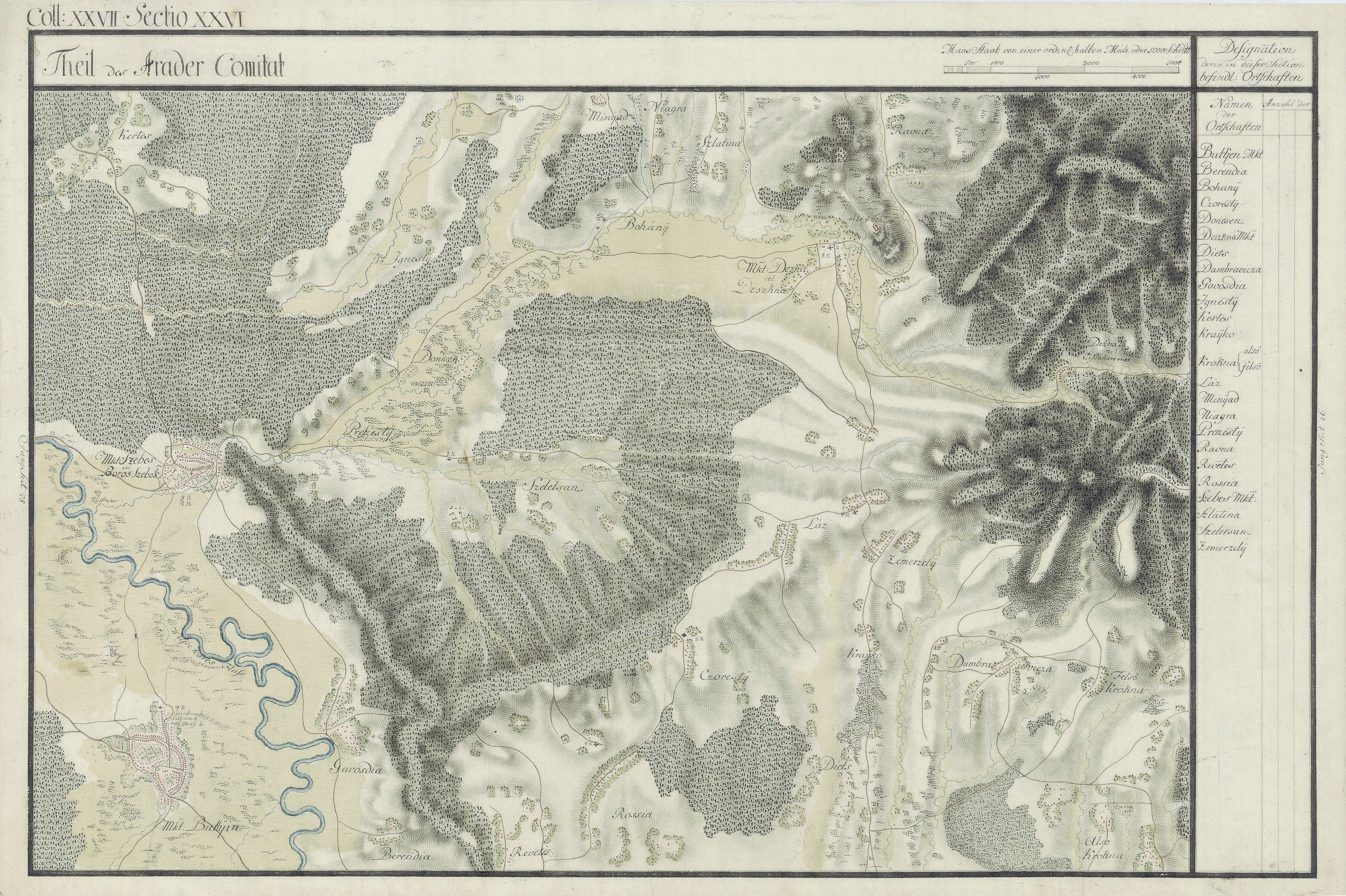
Dezna în Harta Iosefină a Comitatului Arad, 1782-85

## Economie
Economia este una predominant agrară, principalele ocupații ale localnicilor fiind cultivarea pământului, creșterea
animalelor și prelucrarea lemnului. Turismul este ramura economică ce înregistrează în prezent o evoluție ascendentă.

## Atracții turistice
Pe lângă tabăra școlară și complexul turistic "Floria-Tour" au început să se se dezvolte și forme de organizare aparținând  turismului rural. În localitate funcționează un  Spital de recuperare Neuromotorie cunoscut în întreaga regiune. Potențialul turistic al satului Dezna este unul de excepție. Dintre obiectivele turistice fac parte ruinele cetății Dezna (sec. al XIII-lea - XVII-lea), biserica ortodoxă din satul Dezna ce poartă hramul "Pogorârea Sfântului Duh" - menționată pentru prima oară în anul 1318, urmele unei cetăți de piatră datate din secolul al XIII-lea, situate pe dealul Ozoiu, un castel neoclasic datând din secolul al XIXlea, cele doua troițe, ruinele topitoriei de fier de la Răschirata și nu în ultimul rând Valea Zugăului, Vf. Măgura Diecilor, Vf. Lacul Tăului și malul cu melci din satul Laz.
- Cetatea Dezna, situată pe dealul Ozoiu.
- Biserica Ortodoxă, construită pe fundamental unei clădiri romanice. Pictura iconostasului și a boltei datează din secolele al XVII-lea- al XVIII-lea. Potrivit tradiției populare, biserica servea în trecut drept pulberărie.
- Pescăria, cu cele doua heleștee.
- Sanatoriul de recuperare neuromotorie.

## Imagini

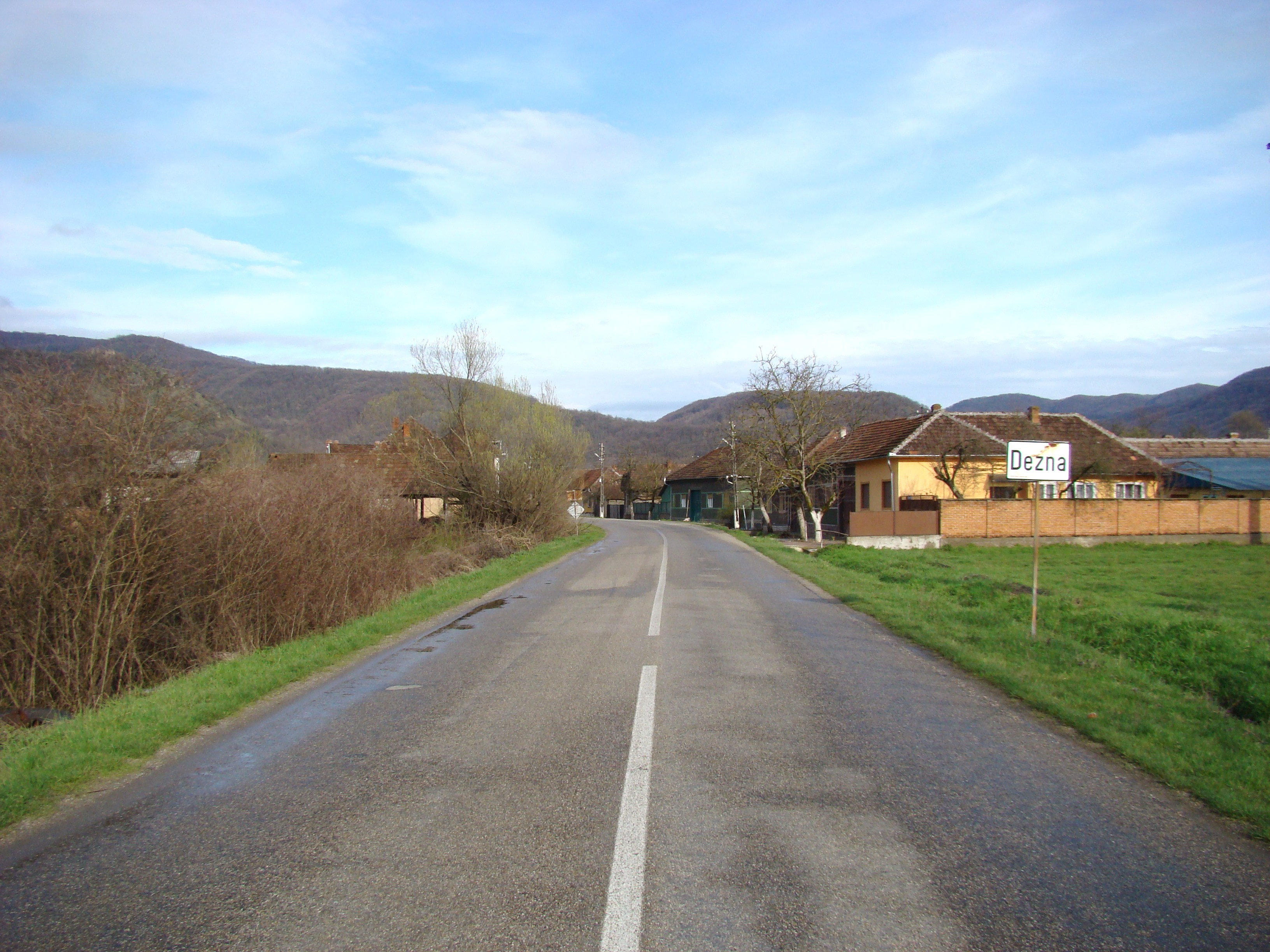
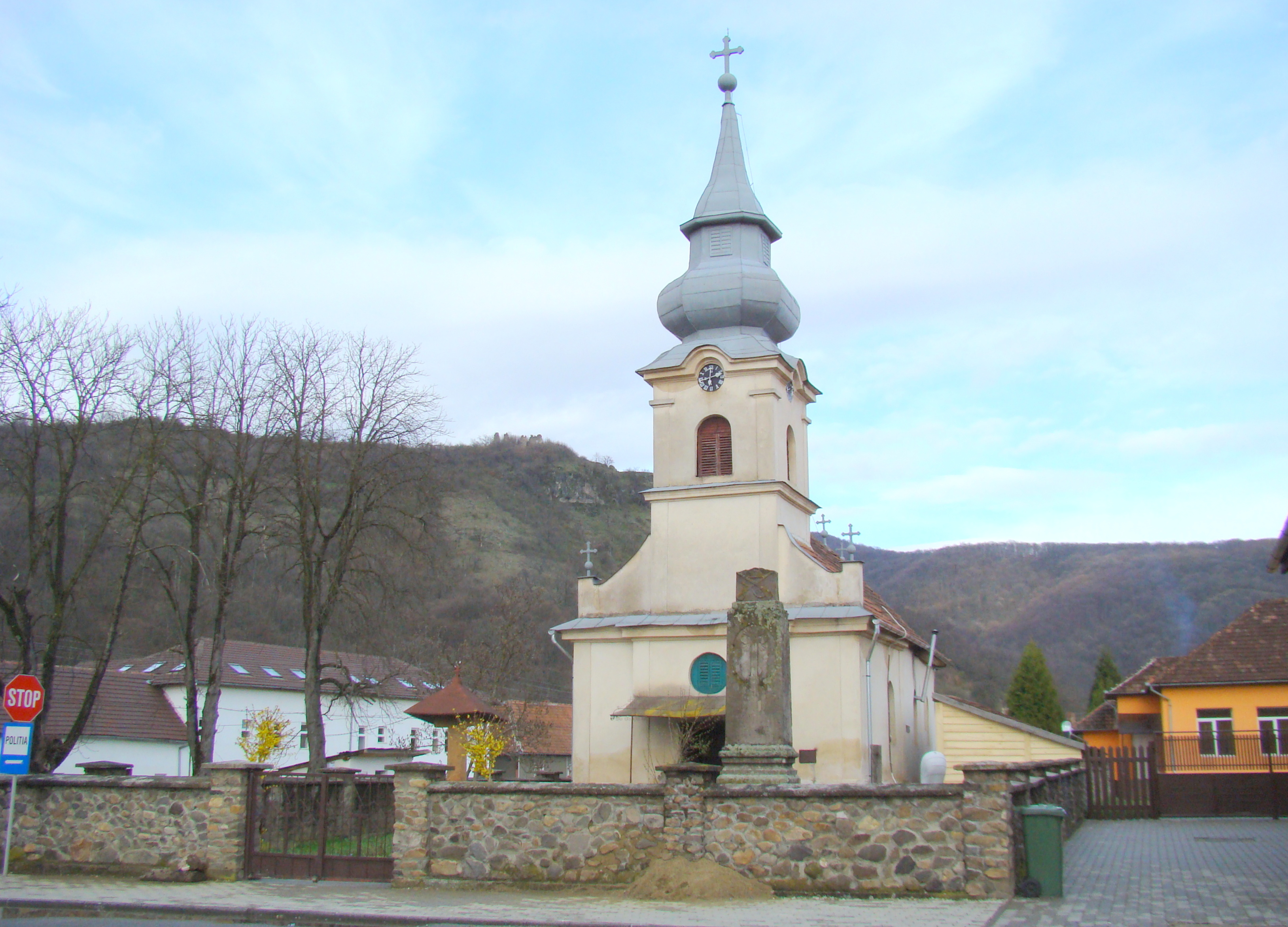
Biserica "Pogorârea Duhului Sfânt" (monument istoric)
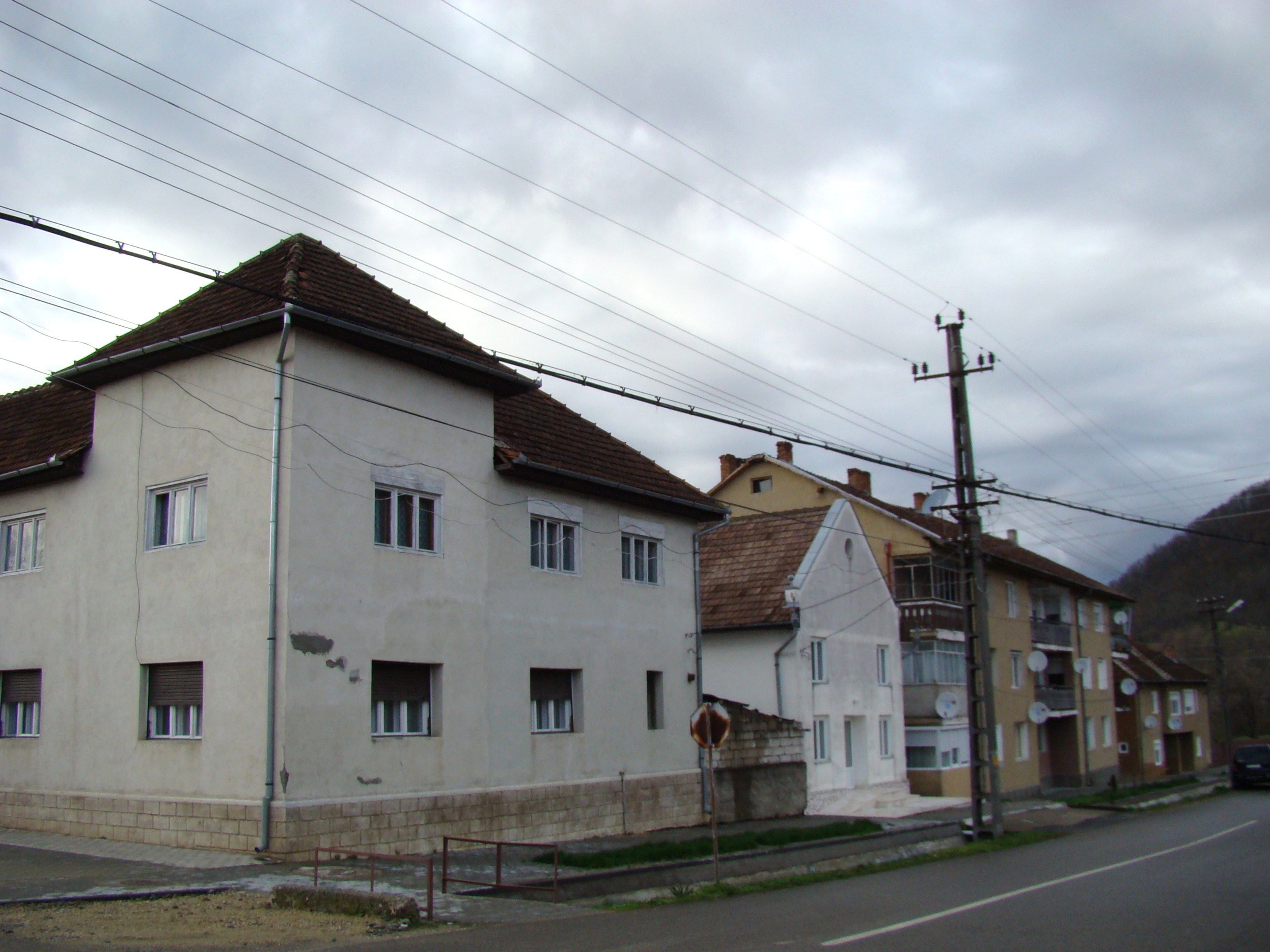
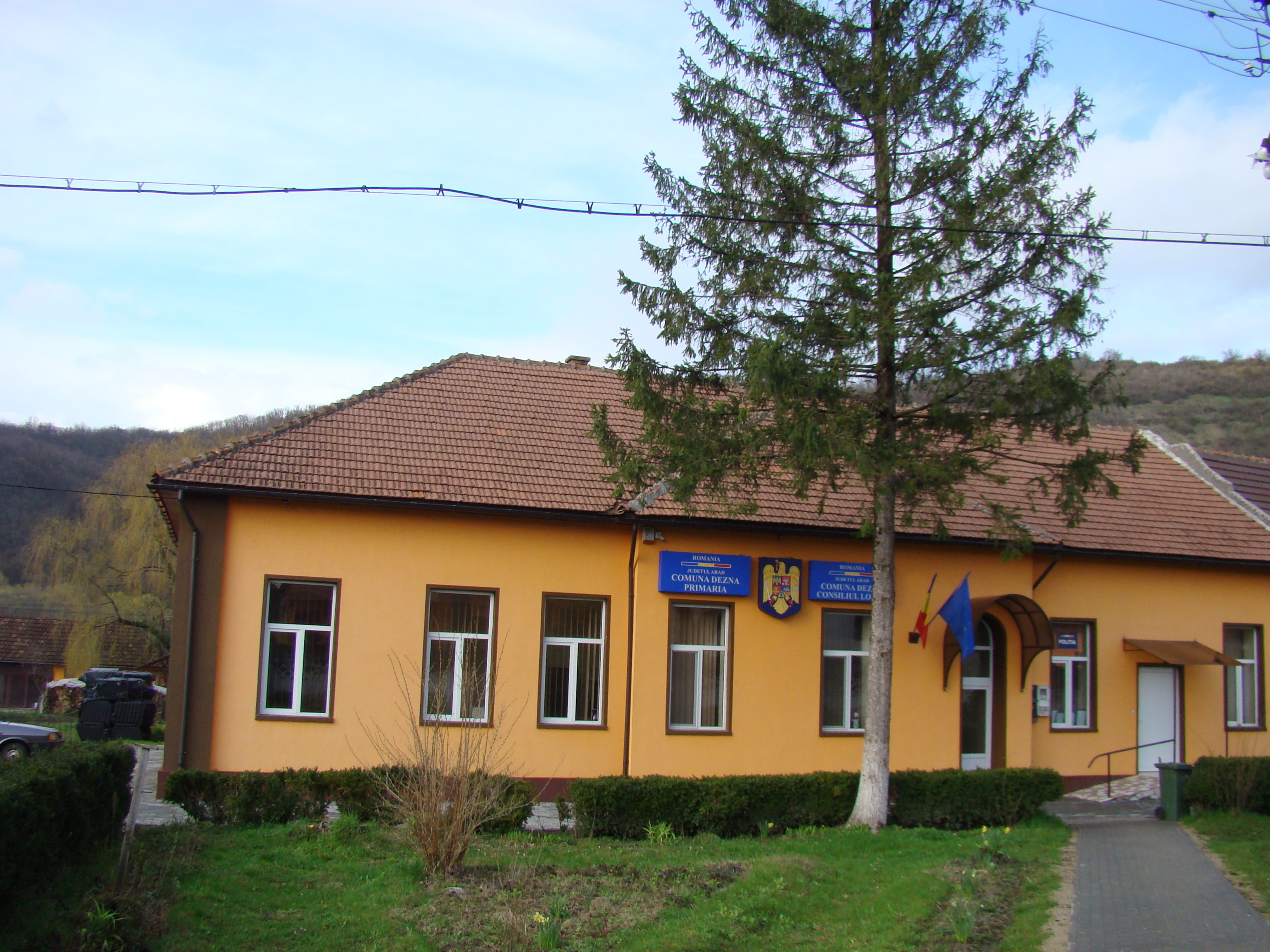
Primăria
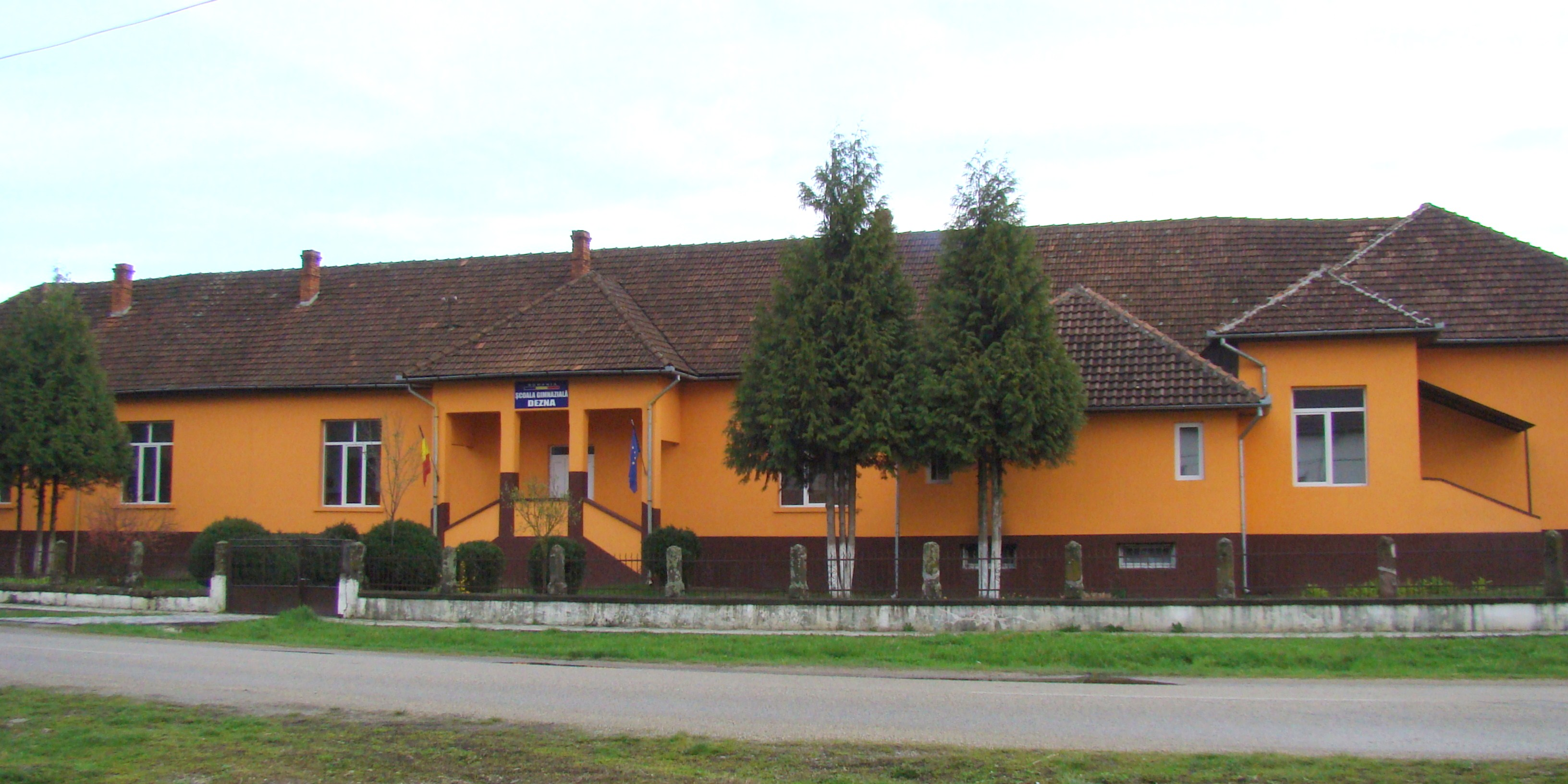
Școala gimnazială Dezna
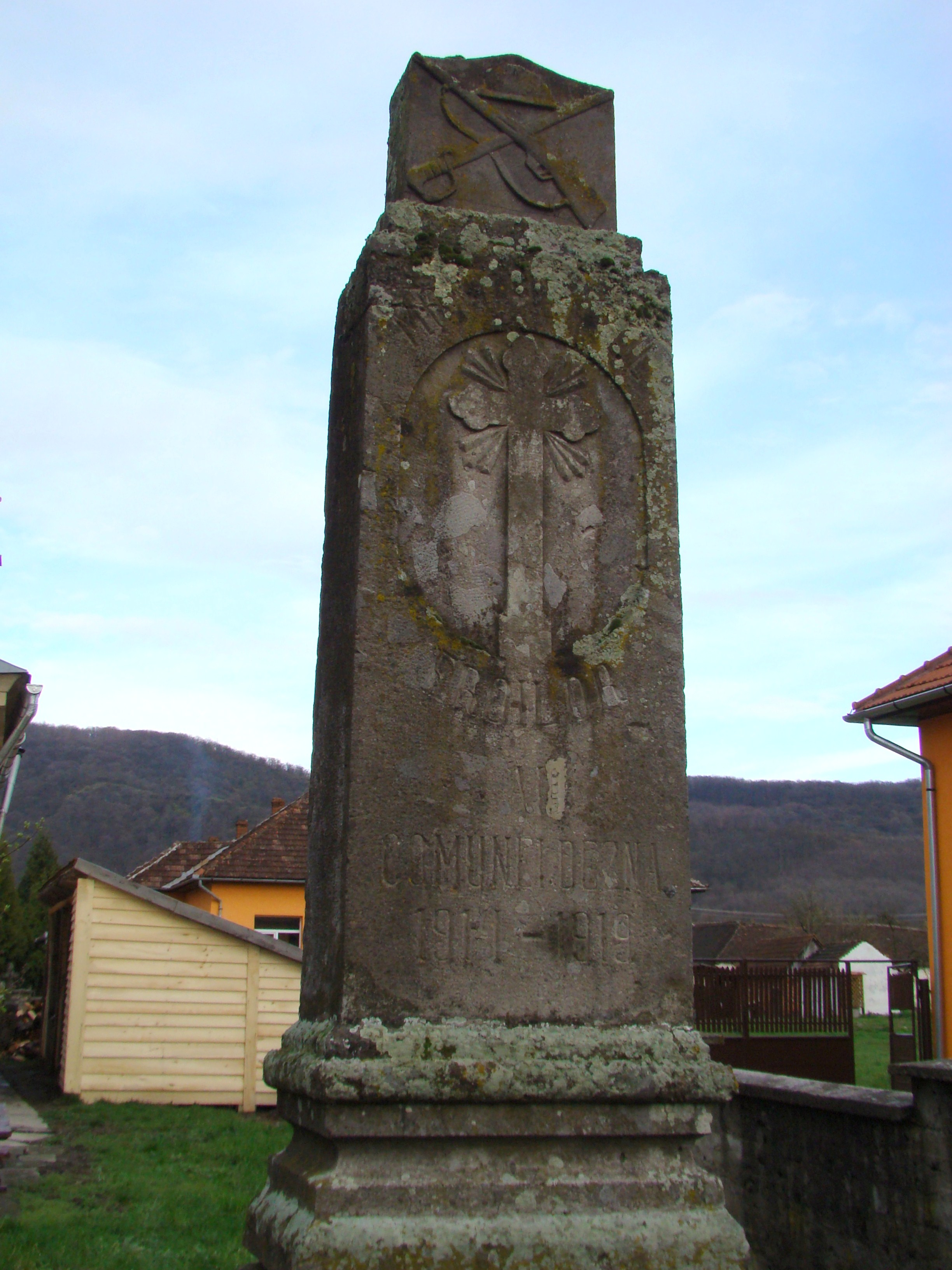
Monumentul Eroilor
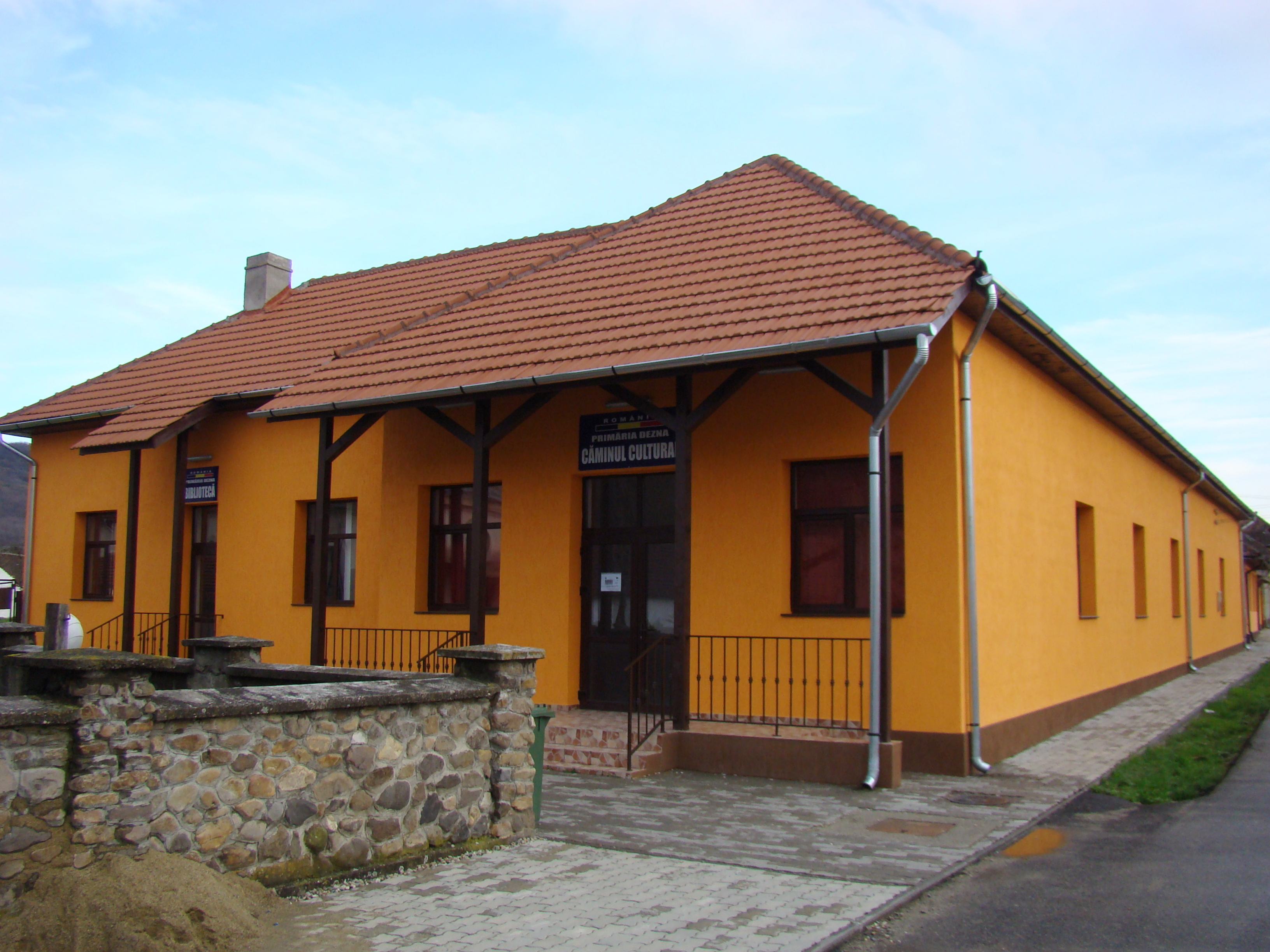
Căminul cultural
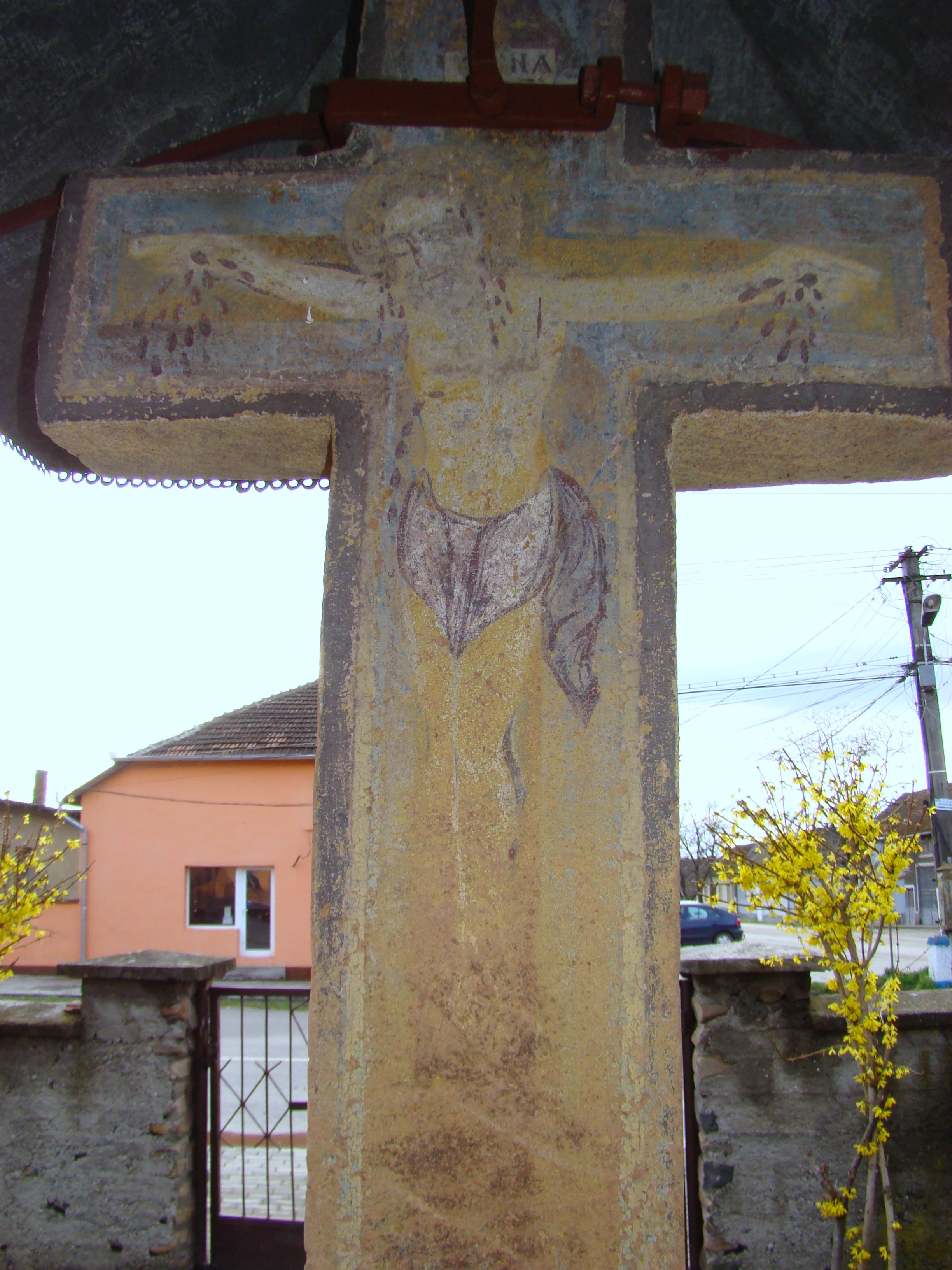
Troiță (monument istoric)
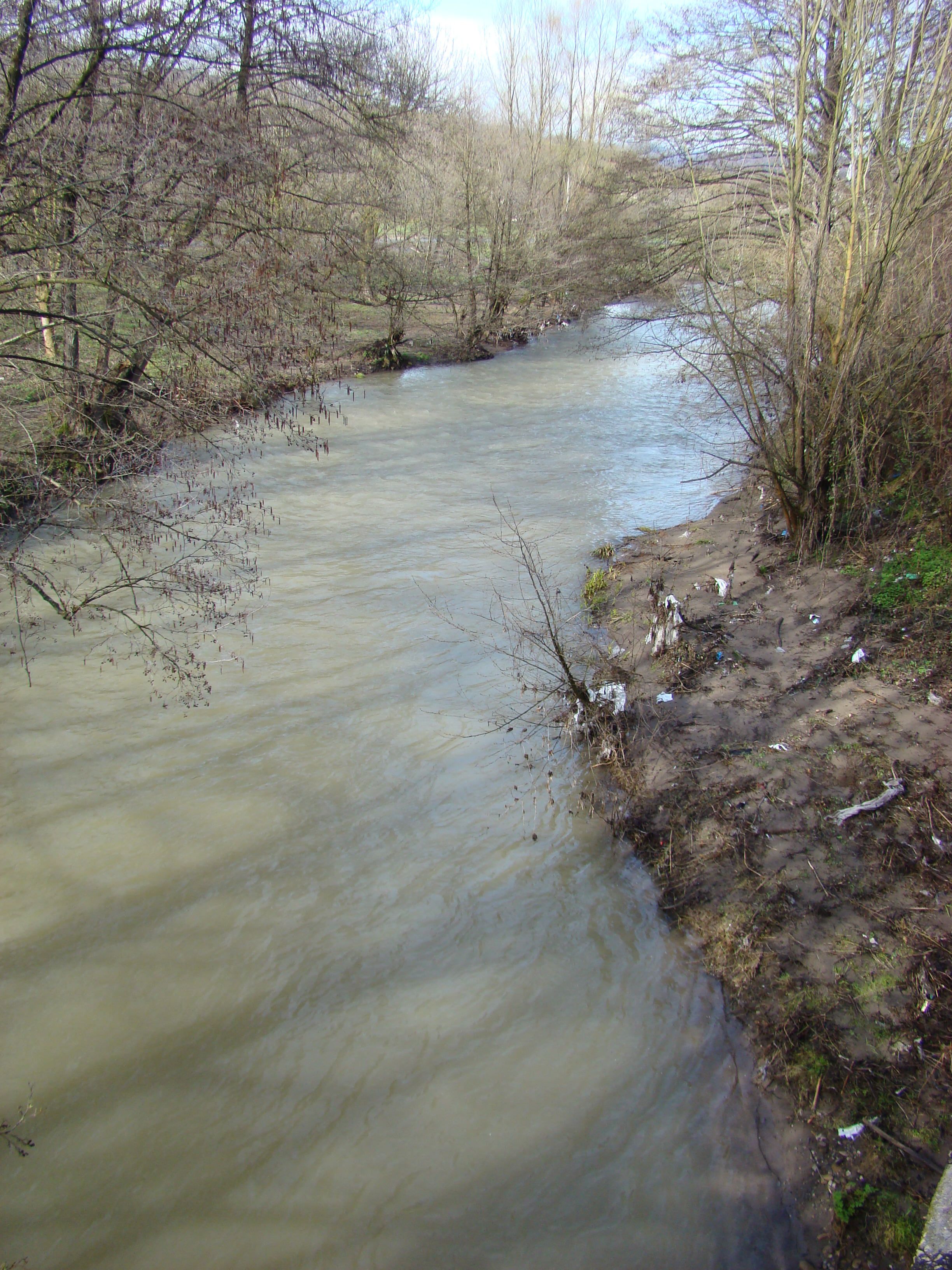
Râul Dezna curgând la marginea localității